# Саранка (приток Ягылъяха)
Саранка — река в России, протекает по Тарскому району Омской области. Устье реки находится в 296 км по левому берегу реки Ягылъях, вблизи Тюкалинского урочища. Длина реки составляет 27 км.

## Данные водного реестра
По данным государственного водного реестра России относится к Верхнеобскому бассейновому округу, водохозяйственный участок реки — Васюган, речной подбассейн реки — Васюган. Речной бассейн реки — (Верхняя) Обь до впадения Иртыша.
Код объекта в государственном водном реестре — 13010800112115200030423.